# Хоаг, Джудит
Джудит Хоаг (англ. Judith Hoag; род. 29 июня 1963, Ньюберипорт, Массачусетс) — американская актриса.

## Жизнь и карьера
Джудит Хоаг родилась в Ньюберипорт, штат Массачусетс. Хотя Хоаг появилась в более ста различных фильмов и сериалов, она наиболее известна по роли Эйприл О'Нил в первой картине «Черепашки-ниндзя» (1990) из серии фильмов о черепашках-ниндзя. Фильм имел большой успех в прокате, собрав более двухсот миллионов долларов и став пятым самым прибыльным фильмом года при бюджете чуть больше десяти. Тем не менее в последующие годы карьера Хоаг складывалась менее успешно, она в основном появлялась в эпизодах телесериалов и исполняла роли второго плана в фильмах.
Хоаг снялась в серии фильмов «Хэллоуинтаун» с Дебби Рейнольдс, а также периодически появлялась в сериале «Большая любовь» с 2006 по 2011 год. Кроме того Хоаг появилась в более чем семидесяти различных телесериалах на протяжении своей карьеры. В 2012 году она получила роль в телесериале «Нэшвилл», где она играет Тэнди Хэмптон, сестру героини Конни Бриттон. Она покинула шоу в начале третьего сезона.

## Фильмография

### Фильмы
- 1990 — Черепашки-ниндзя / Teenage Mutant Ninja Turtles
- 1990 — Человек в кадиллаке / Cadillac Man
- 1990 — Всё самое лучшее / Fine Things
- 1991 — Арлина и Кимберли / Switched at Birth
- 1993 — Розы мертвы / Acting on Impulse
- 1997 — Имплантаторы / Breast Men
- 1998 — Армагеддон / Armageddon
- 1998 — Хэллоуинтаун / Halloweentown
- 2001 — Хэллоуинтаун 2: Месть Калабара / Halloweentown II: Kalabar’s Revenge
- 2004 — Бесстрашная / Fearless
- 2004 — Город Хеллоуин 3 / Halloweentown High
- 2006 — Возвращение в Хеллоуинтаун / Return to Halloweentown
- 2009 — Годы летят / Flying By
- 2010 — Кошмар на улице Вязов / A Nightmare on Elm Street
- 2011 — Я — четвёртый / I Am Number Four
- 2012 — Молчание до гроба / Sexting in Suburbia
- 2012 — Хичкок / Hitchcock
- 2013 — Плохие слова / Bad Words

### Телевидение
- American Playhouse (1 эпизод, 1986)
- Бесконечная любовь (дневная мыльная опера, 1986—1987)
- Спенсер в огне (1 эпизод, 1988)
- CBS Summer Playhouse (1 эпизод, 1989)
- Вульф (12 эпизодов, 1989—1990)
- Молодые наездники (1 эпизод, 1990)
- Lenny (1 эпизод, 1991)
- Квантовый скачок (1 эпизод, 1992)
- Розанна (1 эпизод, 1992)
- Мелроуз Плейс (2 эпизода, 1992)
- Приключения Бриско Каунти-младшего (1 эпизод, 1993)
- Крутой Уокер: правосудие по-техасски (1 эпизод, 1993)
- Как в кино (1 эпизод, 1994)
- Няня (1 эпизод, 1993)
- Она написала убийство (2 эпизода, 1992, 1994)
- Hardball (1 эпизод, 1994)
- Без ума от тебя (1 эпизод, 1994)
- Сладкое правосудие (1 эпизод, 1995)
- Горящая зона (2 эпизода, 1997)
- Вне веры: Правда или ложь (1 эпизод, 1997)
- Детектив Нэш Бриджес (1 эпизод, 1997)
- Ничего святого (2 эпизода, 1997)
- Золотые крылья Пенсаколы (1 эпизод, 1998)
- Солдаты удачи (1 эпизод, 1998)
- Странный мир (1 эпизод, 1999)
- Провиденс (1 эпизод, 1999)
- Надежда Чикаго (1 эпизод, 1999)
- Секретные материалы (1 эпизод, 1999)
- Прикосновение ангела (1 эпизод, 2000)
- Притворщик (2 эпизода, 1998—2000)
- Справедливая Эми (1 эпизод, 2001)
- Бостонская школа (1 эпизод, 2002)
- Клиент всегда мёртв (Эпизод: «Out, Out, Brief Candle», 2002) — Дон
- Скорая помощь (1 эпизод, 2002)
- Без следа (1 эпизод, 2003)
- Расследование Джордан (1 эпизод, 2003)
- Защитник (1 эпизод, 2003)
- C.S.I.: Место преступления (1 эпизод, 2004)
- Город будущего (1 эпизод, 2004)
- Седьмое небо (1 эпизод, 2004)
- Полиция Нью-Йорка (1 эпизод, 2004)
- Военно-юридическая служба (1 эпизод, 2005)
- Рядом с домом (1 эпизод, 2005)
- Женщина-президент (1 эпизод, 2006)
- Кости (1 эпизод, 2006)
- Непослушные родители (1 эпизод, 2006)
- Говорящая с призраками (1 эпизод, 2006)
- Анатомия страсти (2 эпизода, 2007)
- Девять месяцев из жизни (1 эпизод, 2007)
- Женский клуб расследований убийств (1 эпизод, 2007)
- Город свингеров (1 эпизод, 2008)
- Сыны анархии (1 эпизод, 2008)
- Менталист (1 эпизод, 2008)
- Забытые (1 эпизод, 2009)
- C.S.I.: Место преступления Нью-Йорк (1 эпизод, 2010)
- Частная практика (3 эпизода, 2010)
- Дурман (1 эпизод, 2010)
- Большая любовь (13 эпизодов, 2006—2011)
- Фишки. Деньги. Адвокаты (1 эпизод, 2011)
- Без координат (1 эпизод, 2011)
- В простом виде (1 эпизод, 2011)
- Касл (1 эпизод, 2011)
- Гримм (1 эпизод, 2011)
- Мыслить как преступник (1 эпизод, 2012)
- Бывает и хуже (1 эпизод, 2012)
- Счастливо разведённые (1 эпизод, 2012)
- Нэшвилл — Тэнди Хэмптон (38 эпизодов, 2012—2016)